# Shane Filan
Shane Filan (født 5. juli 1979 i Sligo, Irland) er en irsk sanger og sangskriver, mest kendt for at være med til at danne boybandet Westlife i 1998, som blev opløst i 2012. I 2013 udgav han sit soloalbum You and Me.
Han startede sin karriere i Musikgruppen IOU, dannede i 1997, i Sligo. Gruppen bestod af de 3 Westlife medlemmer, Shane Filan, Mark Feehily og Kian Egan. Samt 3 andre Derek, Graham og Michael. Hvor Louis Walsh opdagede Shane Filan, og de 2 andre medlemmer. Senere kom Nicky Byrne og Brian McFadden med. Shane Filan var Westlifes frontfigur og forsanger sammen med Mark Feehily. I 2012 blev gruppen opløst og Shane Filan gik solo. You and me som var hans første soloalbum udkom i 2013.